# Чорна зірка Квінсленду
Чорна зірка Квінсленду (англ. Black Star of Queensland) — великий коштовний камінь, найбільший у світі зірковий сапфір, 733 карат (146,6 г). Він був відкритий у Квінсленді в 1930-х роках.

## Історія
Зірчастий чорний сапфір самих великих розмірів був знайдений у 1938 році в Австралії, а саме: в штаті Квінсленд. Він був виявлений простим дванадцятирічним хлопчиком, який грав на так званому «Сапфіровому полі».
«Сапфірове поле» або поле під назвою Анкі — найбільше австралійське родовище сапфірів. Знайшовши величезний кристал чорного кольору, хлопчик Рой Спенсер поспішив до свого батька — здобувача дорогоцінних каменів. В силу своїх недостатніх знань про колірні гами сапфірів, Гаррі Спенсер не відразу визнав у кристалі справжню коштовність. Але камінь він все-таки залишив і почав підпирати двері.
Лише через 10 років Спенсер розпізнав у чорному камені справжній сапфір. 1947 року за 18 тисяч доларів США чорний сапфір перейшов в руки вірменського ювеліра по імені Гаррі Казанджан. Саме цьому ювелірові вдалося перетворити величезний чорний камінь у «Чорну зірку Квінсленду». Він огранив сапфір, надавши йому овальну форму, звану кабошон. Спочатку вага каменю становила 1156 карат. Після обробки ювеліром «Чорна зірка Квінсленду» стала важити 733 карата.
Результатом кропіткої роботи став чорний сапфір, в центрі якого блищить зірка з шістьма вершинами. На той момент (1949 рік) «Чорну зірку Квінсленду» оцінювали в 1 мільйон доларів США. У камені проглядаються білі вкраплення, але вони не псують сапфір, а лише підкреслюють його красу.
«Чорна зірка Квінсленду» принесла славу і успіх вірменському ювелірові. Тому він не поспішав з його продажем. Гаррі Казанджан розлучився з унікально красивим каменем лише через кілька років. Подробиці операції досі залишаються загадкою.
Наступна зміна власників унікального чорного сапфіра сталася в 2002 році. Її подробиці також невідомі. 2007 рік приніс «Чорній зірці Квінсленду» нового власника.
За всю історію свого існування сапфір «Чорна зірка Квінсленду» лише двічі показали світу. Вперше це сталося в 1969 році. Вірменський ювелір дав дозвіл Музею природної історії, який знаходиться в межах Смітсонівського інституту у Вашингтоні, створити експозицію з чорним дорогоцінним каменем. Другий раз глядачі змогли помилуватися сапфіром в 2007 році. Сталося це в канадському Королівському музеї Онтаріо.